# Ано фон Зангерхаузен
Ано фон Зангерхаузен (на немски: Anno von Sangerhausen) е десетият велик магистър на рицарите от Тевтонския орден.
Преди това за година е ландмайстер на ордена в Ливония, когато построява тевтонския укрепен град Мемел.